# Clearwater (Kansas)
Clearwater és una població dels Estats Units a l'estat de Kansas. Segons el cens del 2000 tenia 2.178 habitants.

## Demografia
Segons el cens del 2000, Clearwater tenia 2.178 habitants, 773 habitatges, i 609 famílies. La densitat de població era de 750,8 habitants per km².
Dels 773 habitatges en un 42,8% hi vivien nens de menys de 18 anys, en un 65,1% hi vivien parelles casades, en un 11,1% dones solteres, i en un 21,1% no eren unitats familiars. En el 19,4% dels habitatges hi vivien persones soles el 9,1% de les quals corresponia a persones de 65 anys o més que vivien soles. El nombre mitjà de persones vivint en cada habitatge era de 2,74 i el nombre mitjà de persones que vivien en cada família era de 3,15.
Per edats la població es repartia de la següent manera: un 31,7% tenia menys de 18 anys, un 6,5% entre 18 i 24, un 27,4% entre 25 i 44, un 19,3% de 45 a 60 i un 15,1% 65 anys o més.
L'edat mediana era de 35 anys. Per cada 100 dones de 18 o més anys hi havia 85,6 homes.
La renda mediana per habitatge era de 50.694 $ i la renda mediana per família de 53.816 $. Els homes tenien una renda mediana de 41.306 $ mentre que les dones 28.348 $. La renda per capita de la població era de 20.286 $. Entorn del 3,5% de les famílies i el 4,3% de la població estaven per davall del llindar de pobresa.

## Poblacions més properes
El següent diagrama mostra les poblacions més properes.